# Eubulides alutaceus
Eubulides alutaceus är en insektsart som beskrevs av Carl Stål 1877. Eubulides alutaceus ingår i släktet Eubulides och familjen Heteropterygidae. Inga underarter finns listade i Catalogue of Life.